# Star Screen Award/Beste Playbacksängerin
Der Star Screen Award Best Female Playback ist eine Kategorie des indischen Filmpreises Star Screen Award.
Der Star Screen Award Best Female Playback wird von einer angesehenen Jury der Bollywoodfilmindustrie gewählt. Die Gewinnerinnen werden jedes Jahr im Januar bekannt gegeben.
Mehrmalige Gewinnerin ist Shreya Ghoshal (fünfmal).
Gewinnerinnen dieser Kategorie:
| Jahr | Sängerin                    | Film - Song                                        |
| ---- | --------------------------- | -------------------------------------------------- |
| 1995 | Lata Mangeshkar             | Hum Aapke Hain Koun...! - Mayi Ni Mayi             |
| 1996 | Alka Yagnik                 | Haqeeqat - Dil Ne Dil Se                           |
| 1997 | Kavita Krishnamurti         | Khamoshi - Aaj Mein Upar                           |
| 1998 | Chitra                      | Virasat - Payalein Chun Mun                        |
| 1999 | Jaspinder Narula            | Pyaar To Hona Hi Tha - Pyaar To Hona Hi Tha        |
| 2000 | Kavita Krishnamurti         | Hum Dil De Chuke Sanam - Hum Dil De Chuke Sanam    |
| 2001 | Alka Yagnik                 | Refugee - Paanchi Nadiyaan                         |
| 2002 | Alka Yagnik                 | Kasoor - Kitni Bechain Hoke                        |
| 2003 | Asha Bhosle                 | Lagaan - Radha Kaisa Na Jale                       |
| 2004 | Sadhana Sargam              | Saathiya - Chupke Se                               |
| 2005 | Sunidhi Chauhan             | Chameli - Sajna Ve Sajna                           |
| 2006 | Shreya Ghoshal              | Parineeta - Piyu Bole                              |
| 2007 | Sunidhi Chauhan             | Omkara - Beedi                                     |
| 2008 | Shreya Ghoshal              | Guru - Barso Re Megha                              |
| 2009 | Shilpa Rao                  | Bachna Ae Haseeno - Khuda Jaane                    |
| 2010 | Kavita Seth                 | Wake Up Sid - Iktara                               |
| 2011 | Shreya Ghoshal Mamta Sharma | I Hate Luv Storys - Bahara Dabangg - Munni Badnaam |
| 2012 | Shreya Ghoshal              | The Dirty Picture - Ooh la la                      |
| 2013 | Shalmali Kholgade           | Ishaqzaade - Pareshaan                             |
| 2014 | Shreya Ghoshal              | Aashiqui 2 - Sunn Raha Hai Na                      |
| 2015 | Jyoti & Sultana Nooran      | Highway - Pathakha Guddi                           |
| 2016 | Monali Thakur               | Dum Laga Ke Haisha - Moh Moh Ke Dhaage             |
| 2017 | Palak Muchhal               | M.S. Dhoni: The Untold Story - Kaun Tujhe          |
| 2018 |                             |                                                    |

## Quelle
- Liste der Gewinnerinnen des Scree Award für das beste weibliche Playback.